# Litoria burrowsi
Litoria burrowsi – gatunek płaza bezogonowego z podrodziny Pelodryadinae w rodzinie rzekotkowatych (Hylidae). Endemit Tasmanii. 

## Występowanie
Jak wiele jego krewnych, gatunek ten jest endemiczny, jego zasięg występowania ogranicza się do zachodniej i południowo-zachodniej Tasmanii (wyspa na południe od Australii). Według IUCN zasięg występowania (EOO, Extent of Occurrence) obejmuje 25 038 km².
Zwierzę zamieszkuje tereny nizinne i górskie porośnięte lasem deszczowym, trawą i turzycą. Przebywa zwykle w pobliżu zbiorników wód stojących. Jest spotykany w przedziale wysokości 100–1070 m n.p.m.

## Rozmnażanie
Płaz ten rozmnaża się wiosną i latem w wodach stojących lub o powolnym nurcie. Skrzek przyczepiany jest do roślin wodnych, a po 6 dniach wylęgają się z niego larwy, czyli kijanki.

## Status
W Czerwonej księdze gatunków zagrożonych IUCN płaz ten od 2022 roku klasyfikowany jest jako gatunek bliski zagrożenia (NT, ang. Near Threatened); wcześniej, od 2002 roku uznawano go za gatunek najmniejszej troski (LC, ang. Least Concern).
Gatunek jest dość pospolity, a trend jego liczebności oceniany jest jako spadkowy.
Za największe zagrożenie dla tego gatunku uważa się chytridiomikozę – chorobę wywoływaną przez patogenicznego grzyba Batrachochytrium dendrobatidis. Wśród lokalnych zagrożeń dla gatunku wymienia się drenaż zbiorników wodnych.